# Oloi
Der Oloi (russisch Олой) ist ein rechter Nebenfluss des Omolon im Einzugsgebiet der Kolyma im Autonomen Kreis der Tschuktschen in Nordost-Sibirien.
Der Oloi entsteht im Kolymagebirge an der Vereinigung seiner beiden Quellflüsse Linker Oloi und Rechter Oloi. Er fließt in einem breiten Tal entlang dem Südhang des parallel verlaufenden Oloigebirges in nordwestlicher Richtung. Nach 414 km trifft der Oloi auf den Omolon. Zusammen mit seinem Quellfluss Linker Oloi beträgt die Gesamtlänge 471 km. Der Oloi entwässert ein Gebiet von 23.100 km². Im Oktober gefriert der Fluss. Ende Mai ist er wieder eisfrei.